# 용감한 쿠키
용감한 쿠키(GingerBrave)는 데브시스터즈의 비디오 게임 시리즈인 《쿠키런》의 주인공이다.
마녀의 오븐에서 가장 먼저 탈출한 쿠키로, 2009년 6월 12일에 출시된 비디오 게임 《오븐브레이크》의 플레이어 캐릭터로 데뷔했다. 이후 2012년작 《오븐브레이크 2》, 2013년작 《쿠키런》을 비롯한 후속편에서도 주인공으로 등장한다.

## 캐릭터 설정
진저브레드와 아담을 모티브로 한 캐릭터로, 마녀가 쿠키를 만들다가 생강가루 대신 생명의 마법가루를 섞으면서 생명을 얻게 된 쿠키다. 자신감이 넘치고 용감한 성격을 지니고 있다.

## 기념일
데브시스터즈에서는 용감한 쿠키가 처음 등장한 《오븐브레이크》의 출시 날짜인 6월 12일을 용감한 쿠키의 탄생일로 기념하고 있다.

## 갤러리
- 오븐브레이크(2009년작)에서의 모습
- 오븐브레이크 2 ~ 쿠키런: 오븐브레이크에서의 모습
- 쿠키런: 오븐브레이크에서의 모습

### 내용주
1. ↑  한국어 명칭은 카카오 쿠키런과 쿠키런 문질문질에서는 ‘용감한 쿠키군’이며, 영어 명칭은 라인 쿠키런에서는 ‘Brave Cookie’이다.

### 참조주
1. 1 2  “데브시스터즈, 쿠키런 대표 캐릭터 ‘용감한 쿠키’ 탄생 10주년 기념 영상 공개”. 《디스이즈게임》. 2019년 6월 12일. 2025년 1월 15일에 확인함.
2. ↑  ““아이돌 생일 광고?” 쿠키런 킹덤, 6월 용감한 쿠키 생일 축하 영상 공개”. 《톱스타뉴스》. 2021년 6월 7일. 2025년 1월 15일에 확인함.
3. ↑  “데브시스터즈, ‘용감한 쿠키’ 15번째 생일 맞아 축제 열어”. 《아이뉴스24》. 2024년 6월 12일. 2025년 1월 15일에 확인함.